# 岡本悠紀
岡本 悠紀（おかもと ゆうき、1989年1月7日 - ）は、日本のミュージカル俳優。東京都出身。ムジカモモジカ所属。

## 経歴
就職活動中に観た宝塚歌劇団雪組『エリザベート』（主演：水夏希）に魅了され学習院大学卒業後、尚美ミュージックカレッジに入学し、俳優を志す。
絶対音感や元アメフト選手という個性を武器に、東宝『RENT』『ミス・サイゴン』など、ブロードウェイミュージカルに出演。多くの作品でボーカルキャプテンを務める。
2017年、1st シングル『歌おうメリークリスマス』をリリース。 
2019年以降は『テニスの王子様』『僕のヒーローアカデミア』など、2.5次元舞台の出演や歌唱指導に携わり、その活躍の幅を広げている。

## 私生活
2024年1月1日、元宝塚娘役の白姫あかりとの結婚を発表。
2025年3月12日、妻の白姫が第1子妊娠を発表。8月14日、第1子誕生を報告。

## 人物
- 宝塚歌劇団元月組トップ男役の彩輝なおは親戚であり、叔父は日本ホルン奏者の草分けである千葉馨、伯母はNHK交響楽団のピアニスト本荘玲子である。
- 1st シングル『歌おうメリークリスマス』の売上の一部をUNHCRに寄付している[1]。
- 特技は、ドナルドダック、ピアノ、トランペット、口笛。4人兄弟の末っ子。ゴールデン・ドゥードル（英語: Goldendoodle）を飼っていた。
- 誕生日の1989年（昭和64年）1月7日は、昭和最後の日である。

## 主な出演作品

### 舞台
- SHOBI MUSICAL 
  - SPECIAL STAGE 2011
  - EXPRESS 2012
  - SPECIAL STAGE 2012
  - EXPRESS 2013
- ミュージカル『ミー&マイガール』- ボブ・バーキング 役
  - 2013年版（2013年2月28日 - 3月3日、オーバード・ホール[7][8]
  - 2015年版（2015年11月12日 - 15日、オーバード・ホール）[9] ボーカルキャプテン[1]
- ミュージカル『CARE WAVE AID』（2013年3月30日、世田谷パブリックシアター）[10]
- 織田作之助生誕100年青春グラフィティ音楽劇『ザ・オダサク』（2013年5月9日 - 6月2日、大阪松竹座 他） - アンサンブルキャスト[11]
- GET OUT!STREET!!〜トゥー・ウェイ・ストリート〜（2013年7月11日 - 14日、TACCS1179） - タイラー・ハンマーヘッド役[1] [12]
- ミュージカル『ハロー・ドーリー!』（2013年8月16日 - 25日、オーバード・ホール）[13]
- RRRAWW ～らららわんだふるわあるど～（2013年10月24日 - 29日、築地ブディストホール） - 瀬戸一美 役[1][14]
- 関西テレビ放送開局55周年記念 ミュージカル『愛の唄を歌おう』（2014年1月10日 - 2月2日、東急シアターオーブ 他）[15]
- ミュージカル『アダムス・ファミリー』（2014年4月7日 - 5月11日、青山劇場 他）[16]
- 爾女の社 （）〜福来〜（2014年9月3日 - 7日、笹塚ファクトリー） - メジロ役[17]
- ミュージカル『ヴェローナの二紳士』（2014年12月7日 - 2015年1月25日、日生劇場）[18]
- ミュージカル『ショウ・ボート』 （2015年3月12日 - 15日、オーバード・ホール） - ピート・ギャヴィン役[1][19]
- 特別公演『銀河英雄伝説〜星々の軌跡〜』（2015年6月10日 - 21日、Zeppブルーシアター六本木）[20]
- ミュージカル『RENT』（2015年9月8日 - 10月18日、シアタークリエ 他） - ミスター・グレイ 役[1][21]
  - ミュージカル『RENT』 （2017年7月2日 - 8月27日、シアタークリエ 他） - ミスター・グレイ 役[1][2][22]
- ミュージカル『手紙』 （2016年1月25日 - 2月10日、新国立劇場 小劇場 他） - コータ 役 他[1][23]
- ミュージカル『グレイト・ギャツビー』 （2016年7月2日 - 24日、サンシャイン劇場 ほか）- マイヤー・ウルフシャイム役[24]
- ミュージカル『ミス・サイゴン』 （2016年10月19日 - 11月23日、帝国劇場）- G.I役[1][25]
- ミュージカル『GHOST』 （2018年8月5日 - 31日、シアタークリエ） - ビーダーマン警部 役 他[1][26]
- わたしらしく生きる『THIS IS ME』（2018年10月20日、男女共同参画センター横浜1Fホール） - ジョー 役
- ミュージカル『オン・ユア・フィート!』（2018年12月8日 - 2019年1月10日、シアタークリエ）[27]
- 『僕のヒーローアカデミア』 - プレゼント・マイク 役
  - The "Ultra" Stage （2019年4月12日 - 29日、天王洲 銀河劇場 他） [28] 、ボーカルキャプテン[1]
  - The "Ultra" Live（2020年）[29] ※公演延期
  - The "Ultra" Stage 本物の英雄（2020年7月17日 - 26日、TOKYO DOME CITY HALL）[30] ※公演延期[31]
  - The “Ultra” Stage 本物の英雄（ヒーロー） PLUS ULTRA ver.（2021年12月3日 - 26日、TOKYO DOME CITY HALL 他）[32]
  - The “Ultra” Stage〜 平和の象徴 〜（2022年4月9日 - 5月8日、KAAT神奈川芸術劇場） - プレゼント・マイク役[33]
  - The “Ultra” Stage〜 最高のヒーロー 〜（2023年4月29日 - 5月21日、天王洲 銀河劇場 他]- プレゼント・マイク役[34]
- リアルファイティング『はじめの一歩』The Glorious Stage!!（2020年1月31日 - 2月9日、品川プリンスホテル ステラボール） - 間柴了 役[35]
- ミュージカル『VIOLET』 （2020年9月4日 - 6日、東京芸術劇場 プレイハウス） - リロイ役[36]
- 『毒薬と老嬢』 （2020年10月4日 - 11月23日、三越劇場 他） - テディ役[1][37] ※公演中止
- ミュージカル『新テニスの王子様』 - 鬼十次郎 役
  - The First Stage（2020年12月12日 - 2021年2月14日、日本青年館ホール 他）[38]
  - The Second Stage（2022年1月28日 - 2月27日、 KAAT神奈川芸術劇場 ホール） - 鬼十次郎役[39]
  - Revolution Live 2022（2022年10月6日 - 10日、幕張メッセ 幕張イベントホール）[40]
  - テニミュ 秋の合同大運動会 2023（2023年11月14日 - 15日、有明アリーナ）鬼十次郎役、紅組応援団長
  - The Fourth Stage（2024年8月9日 - 9月23日、日本青年館ホール 他）[41]
  - The Fifth Stage（2025年11月7日 - 16日〈予定〉、Kanadevia Hall）[42]
- ロボ・ロボ（2021年10月9日 - 17日、劇場HOPE） - ゲーマー707役[1][43]
- Oh My Diner 〜踊るぶんぶん狂想曲〜（2022年7月22日 - 31日、品川プリンスホテル ステラボール） - ジェイク役[44][注 1]
- YOKOHAMA Short Stories（2022年10月27日 - 30日、クリフサイド）[46]
- 舞台『鋼の錬金術師』 （2023年3月8日 - 26日、新歌舞伎座 他） - マース・ヒューズ 役[47]
- 舞台『わたしの幸せな結婚』ー帝都陸軍オクツキ奇譚ー（2023年8月11日 - 20日、シアター1010）- 孤月 役[48]
- 本格ミステリー歌劇『46番目の密室』（2023年10月15日 - 22日、KAAT神奈川芸術劇場 ホール） - 船沢辰彦（） 役[49]
- リーディングライブ『同窓会』（2023年11月17日 - 19日、てあとるらぽう） - 岡本健二 役
- ジル・ド・レ ～吾輩は娼館の蚤である～ トライアウト公演（2023年12月28日 - 31日、ラゾーナ川崎プラザソル） - 主演 ジル・ド・レ 役[50]
- 獣愛ブースト音楽劇『Lamento -BEYOND THE VOID-』（2024年2月16日 - 25日、品川プリンスホテル ステラボール） - カルツ 役[51]
- 舞台『あゝ同期の桜』(2024年3月9日 - 17日、東京・三越劇場、2024年3月30 日 - 31日、京都・南座） - 庄司上等整備兵曹 役 [52]
- Homecoming Party『START』（2024年3月22日 - 24日、品川プリンスホテル クラブeX）[53]
- 『ROCK MUSICAL BLEACH』 - 更木剣八 役
  - 〜Arrancar the Beginning〜（2024年5月12日 - 6月2日、天王洲 銀河劇場 他）[54]
  - 〜Arrancar the Final〜（2025年2月8日 - 3月9日、天王洲 銀河劇場 他）[55]
- ミュージカル『Bye Bye My Last Cut』（2024年11月1日 - 5日、Mixalive TOKYO Theater Mixa）[56]

### テレビ番組
- 日本の名曲 人生、歌がある（2014年、BS朝日）
- 『うたコン』〜今夜は大人のラブソング〜（2016年9月13日、NHK総合）

### ライブ・イベント
- 2012年大分七夕祭り
- 2013年Three wise monkeys vol.2
- 2013年Three wise monkeys vol.4
- 2016年川口⻯也ソロライブ〜HEART19〜ゲスト
- RiRiKA solo live 2017 -Summer Sparkle（2017年8月11日、よみうり大手町ホール） - ゲスト[2]
- 『歌おうメリークリスマス』リリースライブ（2017年12月5日、eplus LIVING ROOM CAFE & DINING）[3]
- ワンマンライブ「岡本悠紀歌います」（2017年9月13日、六本木クラップス）[2]
- STAND UP! CLASSIC FESTIVAL（2019年9月28日・29日、横浜赤レンガ倉庫特設会場） - ボーカルキャプテン[57]
- 光永泰一朗トーク&ライブゲスト（2017年）
- 岡本悠紀お茶リティー会2017
- ⻘野紗穂トーク&ライブゲスト（2018年）
- ジャンプフェスタ2020「和田俊輔 Sound Track Live!!」（2019年、幕張メッセ）
- 学習院中等科「OBと語る会」（学習院創立百周年記念会館）[58]
- 2020年ミュージカル俳優のごきげんラップWS講師
- 釣本南TRMT ICECREAM "31" Anniversary（2021年5月22日、渋谷シダックスカルチャーホール） - 司会[59][60]

### ネット配信
- ジャンプフェスタ2021 ONLINE 『新テニスの王子様』トークステージ（2020年12月20日、ネルケプランニングチャンネル）[61]
- MARU #SPOTLIGHT vol,9 （2021年4月24日、YouTube） - ゲスト[62]

### その他

#### 歌唱指導
- テニプリ☆ソニック2022 -おてふぇすin日本武道館（2022年、日本武道館）
- ミュージカル『テニスの王子様』
  - 2020年3rd シーズン Dream - 歌唱指導補佐
  - 2021年4th シーズン 青学vs不動峰
  - 2021年 4th シーズン お披露目会
  - 2022年4th シーズン 青学vs聖ルドルフ・山吹

#### Living Room Musical
- vol.1 ～スターのいるレストラン～（2018年2月26日） - ボーカルキャプテン[63]
- vol.2 ～スターのいるレストラン～《春の新生活応援ミュージカルソングSP》（2018年4月16日）ボーカルキャプテン[64]
- vol.3 ～エンタ“店員”メントの多い料理店～（2018年6月25日）歌唱指導
- vol.5 ～ルナティック狂詩曲～ 月と星と花にいた人びと（2018年8月27日） - ボーカルキャプテン[65]
- 2018年vol.6 スターのいるレストラン この宙（そら）の片隅に、ボーカルキャプテン
- vol.7 大晦日スペシャル企画!! ☆餅つき☆忘年チャリティーLIVE2018!（2018年）ボーカルキャプテン
- スターのいるレストランvol.8 ぼくがここに（2019年2月25日 - 27日） - ボーカルキャプテン[66]
- vol.9 まさこの部屋☆初回記念SP やっぱりNICEなGUYS＆ドールズ！ここはヴェローナではなく渋谷（2019年） - 歌唱指導
- vol.10 7月のSMILE アルプスの少女ゴリとハイパーステージな店員たち（2019年) - ボーカルキャプテン
- vol.11 祝！6日間開催 女神たちのよろこびのうた 2019（2019年） - ボーカルキャプテン
- vol.12 スターのいるレストラン番外編 大晦日だよ！餅つきLIVE2019!（2019年） - ボーカルキャプテン
- vol.13  ー配・信・版ー La La La LOVE SONGS（2020年10月29日） - ボーカルキャプテン[67]
- vol.15 ハッピーウイルス最・前・線 ゆうきと素敵な仲間たち 春のハッピー歌合戦（2021年） - ボーカルキャプテン
- mini 愛の音楽隊de純LIVE そんなことより歌おうよ（2021年）